# 至聖三者大聖堂 (プスコフ)

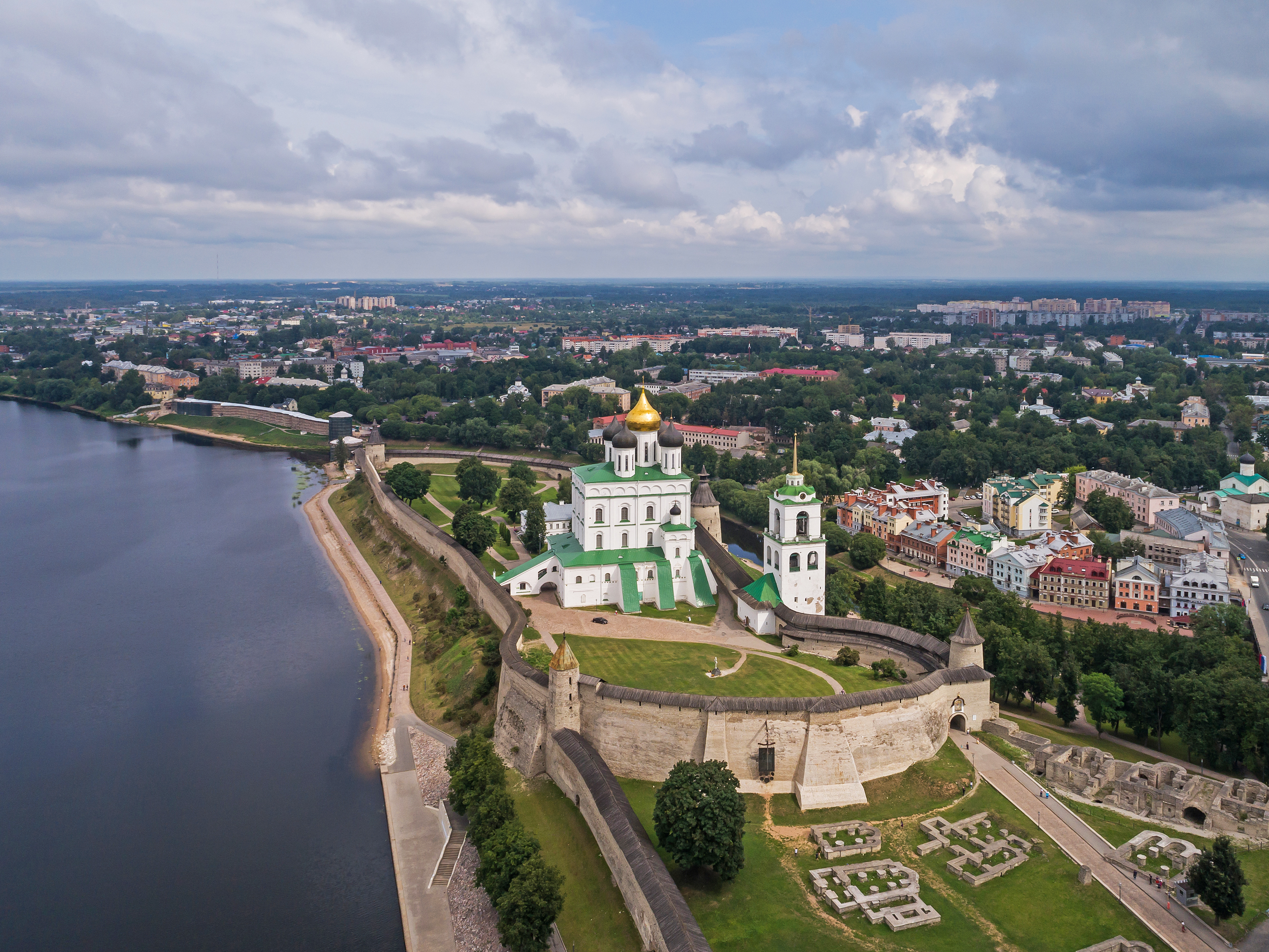
プスコフのクレムリン内にある至聖三者大聖堂の遠景。

プスコフの至聖三者大聖堂（しせいさんしゃだいせいどう、ロシア語：Троицкий собор or Троицкий храм）は、ヴェリーカヤ川の東岸に位置するプスコフのクレムリン にある。1589年より、プスコフ教区の母教会となっている。
最初の木造の至聖三者大聖堂は10世紀に建てられたが、1138年に石造に改築された。数世紀を通じて聖堂は崩壊と再建を繰り返し、現在建っているものは1699年のものである。
大聖堂の高さは256フィート。聖公フセヴォロド・ムスチスラヴィチ（ガウリイルとの名でも知られる・1138年永眠）とドヴモント（ - 1299年）の墓がある。
現在のプスコフ主教は1993年2月より、大主教エウセヴィイ（ニコライ・アファナシエヴィチ・サヴィン）である。

## 脚注

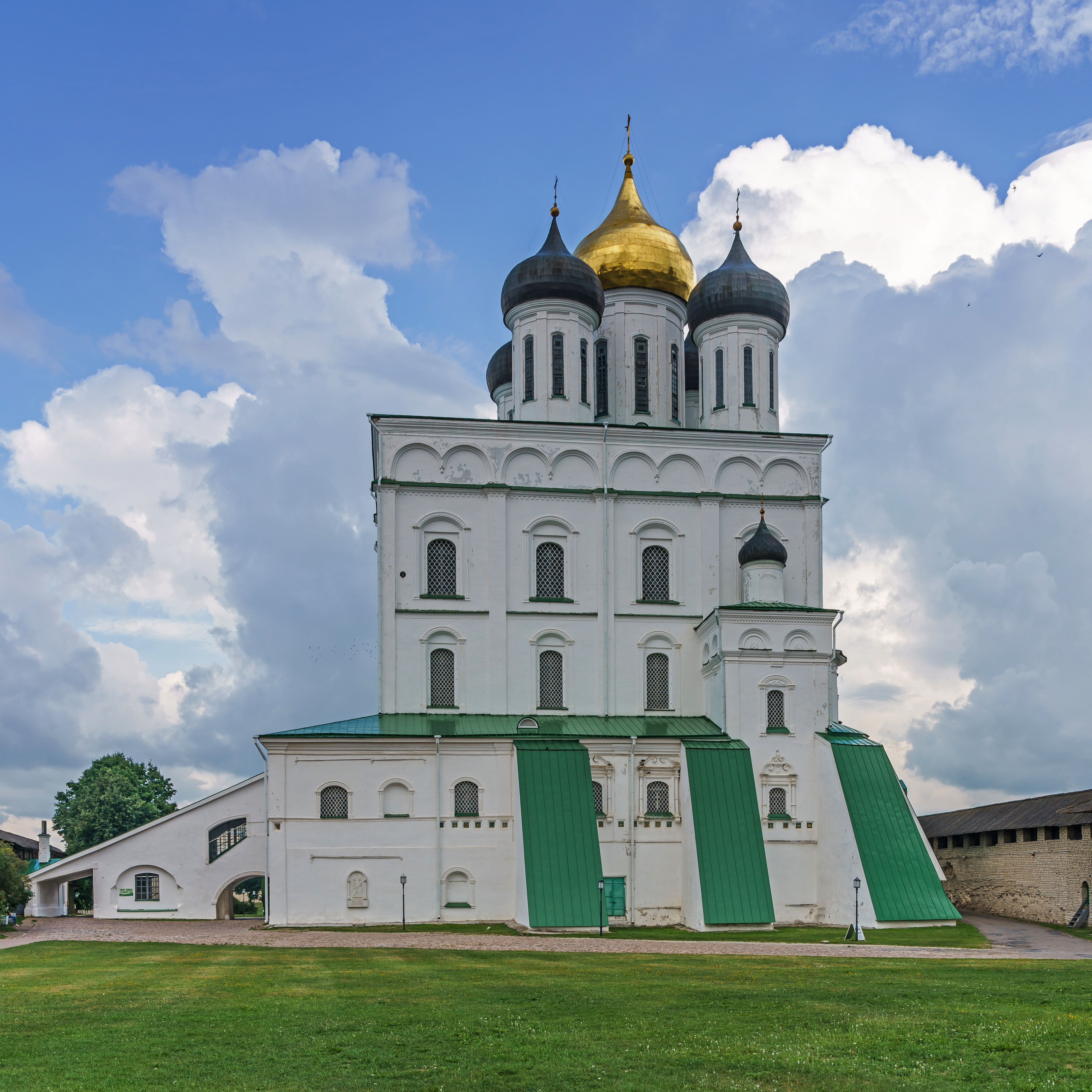
大聖堂近くからの撮影

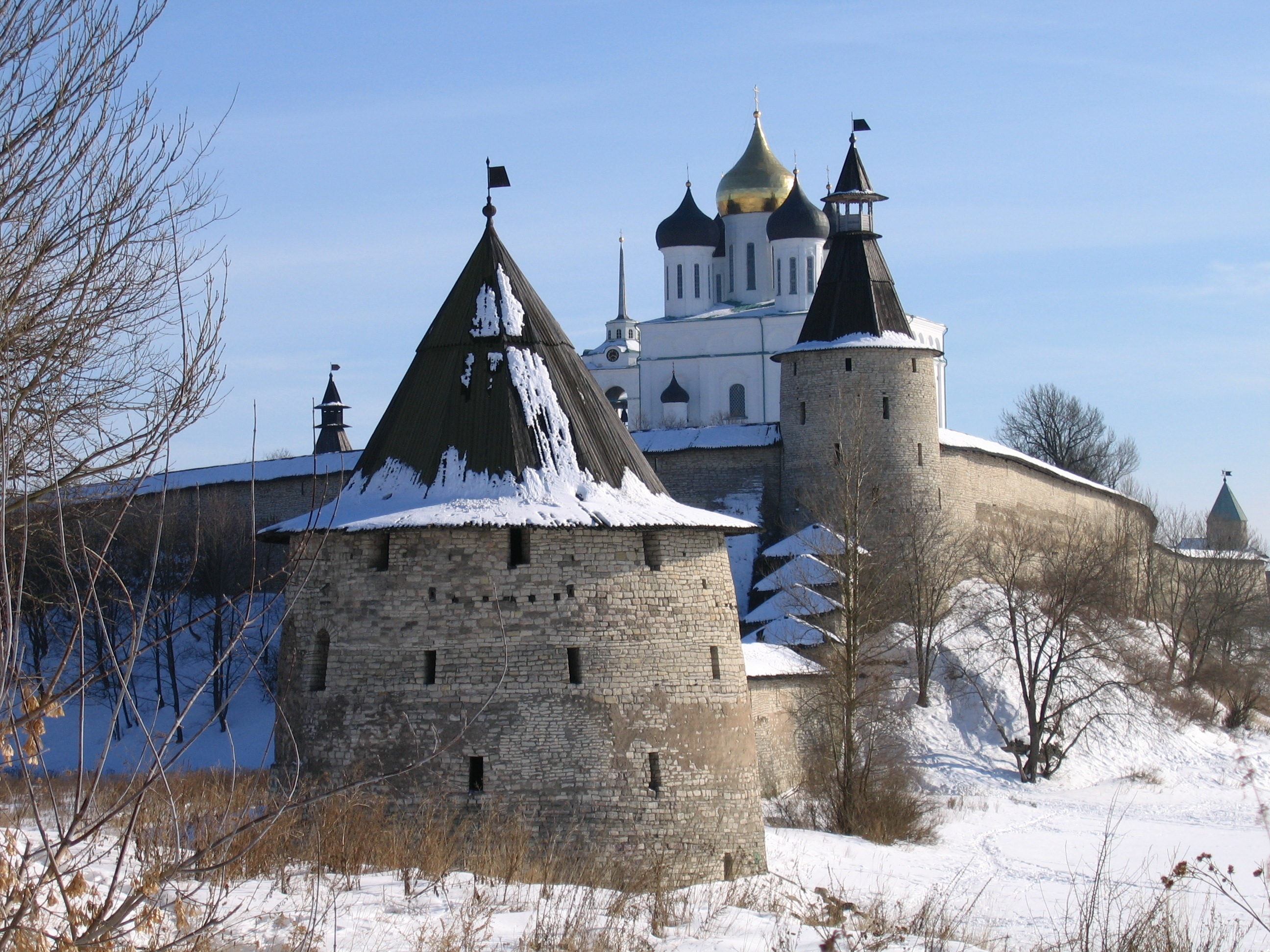
冬のプスコフクレムリン